# Albeiro Usuriaga
Albeiro Usuriaga, född 12 juni 1966, död 11 februari 2004, var en colombiansk fotbollsspelare.
Usuriaga spelade för Atlético Nacional, CA Independiente, Santos Futebol Clube, Necaxa, Sportivo Luqueño och Málaga CF. För Nacional satte han det avgörande målet i Copa Libertadores år 1989. Han var även anfallare för Colombias landslag under kvalet för VM 1990 men eftersom disciplinbesvär blev han urdragen vid finalen. År 1997 fick han en två år lång avstängning efter att ha testats positiv för kokain.
Den 11 februari 2004 blev Usuriaga skjuten till döds i nattklubbsdistriktet i Cali.